# Aeroportul Ohio State University
Aeroportul Ohio State University (IATA: OSU, ICAO: KOSU, FAA LID: OSU) este un aeroport din Columbus, Comitatul Franklin, Ohio, Ohio, Statele Unite ale Americii. Aeroportul a fost tranzitat în 2019 de 428 de pasageri.
Situat la o altitudine de 276 m, aeroportul dispune de 3 piste.

## Infrastructură

### Piste
Aeroportul dispune de 3 piste: 
- pista 05/23 din asfalt, cu dimensiunile 3.562 picioare × 100 picioare
- pista 09L/27R din asfalt, cu dimensiunile 2.994 picioare × 100 picioare
- pista 09R/27L din asfalt, cu dimensiunile 5.004 picioare × 100 picioare